# 21435 Aharon
A 21435 Aharon (ideiglenes jelöléssel 1998 FH116) a Naprendszer kisbolygóövében található aszteroida. A LINEAR projekt keretében fedezték fel 1998. március 31-én.